# Église Saint-Étienne de Dun-sur-Auron
Pour les articles homonymes, voir Église Saint-Étienne et Saint-Étienne (homonymie).
L'église Saint-Étienne de Dun-sur-Auron est une ancienne collégiale située sur la commune de Dun-sur-Auron, dans le département du Cher, en France.

## Localisation
La collégiale Saint-Étienne de Dun-sur-Auron se dresse hors de l’enceinte de la vieille ville.
Elle était longée du côté du chevet, à l'est, par l'ancienne voie romaine que l'on appelait au Moyen Âge, à partir de 1100, le Grand Chemin Royal de Bourges à Dun et un peu plus tard, le Grand Chemin Royal de Bourges à Lyon. Ce chemin était particulièrement fréquenté par des voyageurs, des pèlerins en route vers Rome, des marchands, mais également des Routiers qui ravagèrent, à la fin de la guerre de Cent Ans plusieurs régions françaises.
La proximité immédiate de cet itinéraire explique le plan de l'église avec un déambulatoire.

## Historique
La collégiale Saint-Étienne de Dun-sur-Auron a été fondée en 1019, date où une communauté de chanoines est établie à Dun par le chapitre du château de Bourges. Elle date de la première moitié du XIIe siècle pour les parties les plus anciennes à savoir : le chœur, le déambulatoire et les chapelles rayonnantes.
À la fin du XIVe siècle, d’importants travaux furent effectués dont la construction du clocher-porche qui a été construit en 1397 par le maître d’œuvre Pasquault. Les travaux furent financés par les habitants. Ils ont modifié radicalement la silhouette de la collégiale. A la même époque, des voûtes d'ogive remplacent le berceau, probablement brisé, d'origine.
Aux XVe siècle et XVIe siècle, une chapelle axiale et des chapelles latérales furent rajoutées. La collégiale souffrit du passage des troupes protestantes en 1562, 1568, 1569 et 1589/1590. En 1569, un incendie donna lieu à de nombreuses réfections.
Au XIXe siècle, la chapelle absidiale a été peinte à la cire.
L'édifice est classé au titre des monuments historiques par la liste de 1840.

## Architecture extérieure
Du dehors, le chevet évoque les constructions poitevines avec ses absidioles latérales épaulées par des faisceaux de colonnettes. Il surprend par sa teinte rougeâtre due à la mise en œuvre de calcaire teinté d’oxyde de fer très présent dans cette région du Berry, notamment autour de Dun. D’autres édifices religieux ont été construits avec cette pierre notamment les églises de Charost ou Vornay.
Cette pierre, le calcaire lacustre ferrugineux, est impropre à la sculpture, aussi les chapiteaux sont-ils en pierre de Charly.

### Le clocher-porche
Le clocher-porche a été construit en 1397 sur le devant de la façade de style gothique. Il a été réparé après les incendies du XVIe siècle. Il a été refait au XIXe siècle et le porche a été rénové en 2002. L’entrée de la porte de l’église est trilobée et a été volontairement endommagée au XVIIIe siècle tant pour permettre le passage des processions des corporations que celui des catafalques.

### La façade sud
Elle est riche d’un décor sculpté qui évoque le début du XIIe siècle avec ses archivoltes à palmette de la chapelle rayonnante du chevet et de la fin du  XVe siècle et du début du XVIe siècle mais aussi avec les pinacles, les corniches et les archivoltes ornés d’animaux en haut relief situés sur les chapelles latérales.

### Le chevet
Le chevet avec ses hautes absidioles latérales épaulées par des faisceaux de colonnettes indique une influence poitevine qu’on retrouve dans la sculpture des chapiteaux et leur iconographie.
Leurs chapiteaux s'insèrent dans la corniche composée d'une tablette que soutiennent de petites arcades. Les modillons sont composés de têtes d'hommes et d'animaux. L'archivolte des fenêtres qu'entoure un bandeau mouluré est portée par des colonnettes tournées. Les chapiteaux des colonnettes sont abondamment décorés de rinceaux, de palmettes et d'entrelacs. La baie sud a des claveaux décorés de rinceaux en volutes. Le larmier qui la surmonte est orné de demi-cercles adossés et meublés d'œillets. La corbeille du chapiteau de gauche est une tête de monstre avalant le fût de la colonne, comme à la croisée de Saint-Étienne d'Allichamps. Ce sujet du « glouton avaleur de colonne ou Engoulant » se retrouve souvent sur les églises du Poitou et de la Saintonge.
La chapelle absidiale est de style gothique à pans.

## Architecture intérieure
Le plan de la collégiale est d’une lecture aisée : une nef de cinq travées et un chœur d'une travée, accompagnés de collatéraux, et un sanctuaire en hémicycle qu'entoure un déambulatoire à trois chapelles rayonnantes.

### Le chœur
Le chœur roman est doté d’un large déambulatoire, dispositif relativement rare en Berry mais qu’on retrouve à l’église Saint-Blaise de La Celle. Il ouvre sur trois chapelles rayonnantes qui sont séparées du sanctuaire par d’étroites et hautes arcades reposant sur des piles quadrilobées d’inspiration poitevine. Ces piliers présentent de forts beaux chapiteaux à monstres et feuillages qui traduisent une influence étrangère au Berry. Leur iconographie rappelle celle de l'église Saint-Pierre de Chauvigny ; mais on note aussi, une influence plus exotique avec la présence d’un éléphant sur le chapiteau de l’une des dernières piles de la nef (le thème de l’éléphant a aussi été sculpté sur l'église Saint-Pierre d'Aulnay en Saintonge).
Les chapiteaux des colonnes illustrent des scènes de l'Ancien Testament et du Nouveau Testament, ainsi que l'homme avec ses passions, sa vie intérieure.
On doit remarquer ceux :
- Du mariage mystique de la Vierge ;
- Daniel dans la fosse aux lions ;
- L'âne à la lyre : C'est un thème fréquent dans le bestiaire roman  (on le trouve à l'église Saint-Pierre d'Aulnay. Il évoque l’ignorance d’un lourdaud prétentieux et la paresse spirituelle. On retrouve cette iconographie dans d'autres églises du Berry : Lignières ou Drevant.
- L'éléphant, le dromadaire ;
- La parole enseignante et la médisance.

Le rond-point et les deux absidioles romanes subsistantes sont voûtés en cul-de-four. Le mur du déambulatoire et ceux des absidioles sont renforcés d'arcatures hautes dans lesquelles s'insèrent des fenêtres plein cintre. Les chapiteaux du déambulatoire et des bas côtés sont à feuillage, animaux et historiés.
Des trois chapelles originales du XIIe siècle, il n’en subsiste de que deux : celle du sud dite de saint Pierre et celle du nord, dite de la Trinité ou de l’Ecce Homo, ou des Tailleurs d’habits. Cette dernière comporte la statue de sainte Solange qui est la sainte patronne du Berry.
La chapelle axiale a été refaite au XVe siècle ainsi que les moulures de la porte de la sacristie actuelle. Les peintures datent de 1864 et ont été exécutées en technique dite «  à la cire » par le curé de l’époque: Monseigneur de Busseroles, aidé de son frère qui était vicaire. Cinq statues représentent les vierges sages tenant à la main des lampes d’or. La sixième statue représente sainte Lucie.
Sur le mur sud de la travée du chœur, on peut voir une fresque représentant saint Pierre martyrisé, la tête en bas sur une croix. On remarque aussi saint François d’Assise recevant les stigmates. Cette fresque a été refaite grossièrement au XXe siècle, ce qui lui a enlevé tout intérêt historique.
Le jubé qui séparait le chœur de la nef a été abattu en 1737 pour éclaircir l’édifice et l’ouvrir. A la même époque, le carrelage du chœur a été posé. Il était entouré de hautes pierres et de grilles. Elles ont été enlevées ainsi que le tabernacle et les gradins.

### La nef
La nef est dotée de collatéraux mais elle est dépourvue de transept. Elle est divisée en cinq travées. Elle semble avoir été construite plus lentement au cours de deux campagnes distinctes. Elle a été voûtée d’ogives à la fin du XIVe siècle. Les collatéraux sont couverts de voûtes d’arêtes.
Une série de retables sont conservés dans les premières chapelles latérales nord et sud. Ils marquent la transition du style gothique au style Renaissance. L’habilité d’exécution de l’Adoration des Mages ou de la Vierge de Lorette et le réalisme de la Nativité ou la composition traditionnelle du Christ entouré des apôtres sous des arcatures, relèvent un art en pleine mutation. Cet art de transition est, en outre, soumis à des influences variées qui vont de la Flandre aux ateliers des bords de la Loire, tout en respectant les caractères locaux de la sculpture berrichonne de la fin du XVe siècle.
les chapelles remarquer :
- Collatérale nord
  - La chapelle de la Nativité est située à gauche, en entrant dans la collégiale. Dans la paroi de droite, un monument de style gothique représentant la crèche.
  - La chapelle de saint Joseph est située à côté de la chapelle de la Nativité. Elle porte aussi le nom de chapelle de saint Louis ou des bouchers. Enfin, elle porte le nom de chapelle dite de Lammerville depuis qu’elle fut attribuée à cette famille en 1855. Au-dessus de l’autel, est accroché un tableau représentant la Sainte Famille. L’écusson en clé de voûte représente un fusil de boucher et des couteaux en sautoir attachés avec une tête de bœuf. La fenêtre est ogivale avec des ramifications. Sur la partie haute du vitrail moderne, figurent les seuls restes des vitraux du XVe siècle  qui représentent Dieu le Père avec les anges. Cette chapelle abrite, aussi, une belle piéta du XVIe siècle qui a été restaurée en 2004 à l’initiative de l’association « Les Amis du vieux Dun ».
  - La chapelle du Saint-Sépulcre est située à côté de la chapelle Saint-Joseph, près du chœur. Dans une niche un groupe de statues représente le Christ étendu avec la Vierge soutenue par saint Jean et, à droite et à gauche, deux saintes femmes debout. Au-dessus, peinte sur la voûte, la fresque représente le Christ en Gloire, lors du jugement dernier. C’est le même peintre qui est intervenu sur la chapelle axiale et sur la porte de la sacristie.
- Collatérale sud :
  - La chapelle des fonts baptismaux est située à droite en entrant dans l’église à partir du clocher-porche. Cette chapelle s’est appelée aussi chapelle des Trois Roys, ou chapelle des tailleurs de pierre. Elle abrite un retable en pierre fine du XVe siècle : l'Adoration des Mages qui a été martelé lors des guerres de Religion lors des prises de Dun par les troupes protestantes. L’écu de la clé de voûte comporte trois marteaux de tailleurs de pierre d’où le nom donné à une époque à la chapelle. Le vitrail de la chapelle a été refait au début du XXe siècle : les petits sujets du vitrail proviennent de la chapelle Saint-Vincent qui se trouvait dans le château fort de la ville de Dun, aujourd’hui disparu si ce n’est les restes de quelques tours d’enceinte qui surplombent encore l’Auron et le beffroi.
  - La chapelle de Notre-Dame-de-Lorette est située à droite en entrant dans l’église par le portail sud. Cette chapelle est aussi dénommée de Bengy car elle fut construite en 1529 par Jean Bengy, bourgeois à Dun. La Vierge de Lorette, située à l’entrée de la Santa Casa, a échappé aux incendies de la collégiale. Le retable du Christ a été martelé par les huguenots et les vitraux de la chapelle ont disparu dans les incendies du bâtiment de 1562 ou 1569. La verrière actuelle date de 1952. Les clés de voûte pendantes avec bustes représentent les quatre grands prophètes: Isaïe, Jérémie, Ézéchiel et Daniel. Plus près du Christ, situé au milieu du plafond, on trouve les quatre évangélistes : Jean, Matthieu, Marc et Luc.
  - La chapelle du Sacré-Cœur possède une belle fenêtre à meneaux. Le vitrail a été refait en 1952. Il reste des parties hautes des vitraux qui ont été détruits pendant les guerres de Religion.

## Les orgues
Un premier instrument a été installé en 1630. Le dispositif actuel, acheté en 1858, a été restauré en 1974. En 1998, il fut remonté avec l'ajout d'un grand orgue. L'escalier de la tribune a été mis en place en juillet 2001.
Sous les grandes orgues, un tableau de pierre représentant la fuite en Égypte.